# Thunder Warrior
Thunder Warrior és una trilogia de pel·lícules de spaghetti western redsploitation dirigides per Fabrizio de Angelis. La primera pel·lícula fou anomenada també Drug Traffikers.